# حكومة أويحيى الثانية
حكومة أويحيى الثانية حكومة جزائرية تقلدت السلطة في الفترة الممتدة من 24 يونيو 1997 إلى غاية 14 ديسمبر 1998.

## رئيس الحكومة
أحمد أويحيى

## الطاقم الوزاري
جاء تشكيل الطاقم الحكومي على النحو التالي:

### الوزراء
- أحمد عطاف، وزير الشؤون الخارجية
- محمد آدمي، وزير العدل
- مصطفى بن منصور، وزير الداخلية والجماعات المحلية والبيئة
- عبد الكريم حرشاوي، وزير المالية
- يوسف يوسفي، وزير الطاقة والمناجم
- عبد الرحمن بلعياط، وزير التجهيز والتهيئة العمرانية
- عبد المجيد مناصرة، وزير الصناعة وإعادة الهيكلة
- السعيد عبادو، وزير المجاهدين
- أبو بكر بن بوزيد، وزير التربية الوطنية
- عمار تو، وزبر التعليم العالي والبحث العلمي
- بوقرة سلطاني، وزير المؤسسات الصغيرة والمتوسطة
- يحيى قيدوم، وزير الصحة والسكان
- حسان العسكري، وزير العمل والحماية الاجتماعية والتكوين المهني
- بن علية بلحواجب، وزير الفلاحة والصيد البحري
- عبد القادر بن قرينة، وزير السياحة والصناعة التقليدية
- محمد الصالح يويو، وزير البريد والمواصلات
- أبو عبد الله غلام الله، وزير الشؤون الدينية
- عبد القادر بونكراف، وزير السكن
- أحمد بوليل، وزير النقل
- بختي بلعايب، وزير التجارة
- ربيعة مشرنن، وزيرة التضامن الوطني والعائلة
- محمد عزيز درواز، وزير الشباب والرياضة
- حبيب شوقي حمراوي، وزير الاتصال والثقافة الناطق الرسمي باسم الحكومة
- محمد كشود، وزير مكلّف بالعلاقات مع البرلمان
- شريف رحماني، وزير لدى رئيس الحكومة، مكلّف بمحافظة الجزائر العاصمة، يتولى مهام الوزير المحافظ للجزائر الكبرى[4]
- عمار زقرار، وزير لدى رئيس الحكومة، يتولى مهمة الأمين العام لرئاسة الجمهورية[5]
- عبد القادر طافر، وزير لدى رئيس الحكومة، يتولى مهمة مستشار الشؤون الدولية والتعاون برئاسة الجمهورية[4]

### وزراء منتدبون
- علي براهيتي، وزيرا منتدبالدى وزير المالية، مكلفا بالميزانية[6]
- أحمد نوي، وزيرا منتدبا لدى رئيس الحكومة، مكلفا بالإصلاح الإداري والوظيف العمومي
- لحسن موساوي، وزيرا منتدبا لدى وزير الشؤون الخارجية، مكلفا بالتعاون والشؤون المغاربية

### كتاب الدولة
- تيجيني صلاونجي، كاتب للدولة لدى وزير الشؤون الخارجية، مكلفا بالجالية الجزائرية بالخارج[6]
- عبد القادر حميتو، كاتب للدولة لدى وزير الفلاحة والصيد البحري، مكلفا بالصيد البحري
- كريم يونس، كاتب للدولة لدى وزير العمل والحماية الاجتماعية والتكوين المهني، مكلفا بالتكوين المهني
- زهية بن عروس، كاتبة للدولة لدى وزير الإتصال والثقافة، مكلفة بالثقافة
- بشير عمرات، كاتب للدولة لدى وزير الداخلية والجماعات المحلية والبيئة، مكلفا بالبيئة
- أحمد لمعة، كاتب للدولة لدى وزير التجهيز والتهيئة العمرانية، مكلفا بالتنمية الريفية
- أحمد بن سليمان، كاتب للدولة لدى وزير السكن، مكلفا بالعمران
- محمد نورة، كاتب للدولة لدى وزير السياحة والصناعات التقليدية، مكلفا بالصناعات التقليدية

## تعيينات أخرى
- محمد بتشين، وزيرا مستشارا لدى رئيس الجمهورية[5]
- محفوظ لشعب، الأمين العام للحكومة[5]